# Edvard Brandes
Edvard Brandes, egentligen Carl Edvard Cohen Brandes, född 21 oktober 1847 i Köpenhamn, död 20 december 1931, var en dansk politiker, kritiker, författare och kulturpersonlighet. Brandes växte upp i en judisk familj och var yngre bror till Georg och Ernst Brandes. 
År 1865 blev han student vid det von Westenske Institut. År 1880 blev han medlem av folketinget för Venstre och 1905 medstiftare till Det Radikale Venstre. Han var finansminister 1909–1910 och 1913–1920. Han var dessutom filosofie doktor i österländsk filologi. Han var gift med Elise Brandes.

## Redaktör
Edvard Brandes var, tillsammans med Viggo Hørup, redaktör för Venstres tidning Morgenbladet tills 1883, men en uppgörelse mellan en grundtvigiansk romantisk livsåskådning och en naturalistisk ledde till att de blev avskedade. 1884 var han med om att grunda dagstidningen Politiken tillsammans med Hermann Bing och Viggo Hørup. Härifrån fördes en politisk journalistik, som sedan har givit Politiken rollen som Det Radikale Venstres tidning. Storstadens radikala borgare och bönderna splittrades från Venstre och startade Det Radikale Venstre 1905. Med stöd från Socialdemokraterne satt Det Radikale Venstre från 1909 i regeringen med Edvard Brandes som finansminister.

### Duell och fängelse
Som teaterkritiker i Politiken stödde Brandes framför allt det moderna, samhällskritiska dramat. Henrik Ibsen, Bjørnstjerne Bjørnson och August Strindberg uppskattade hans kritik. Men Brandes skrev mycket negativt om den danske skådespelaren Robert Schybergs insats på scenen. På öppen gata slog Schyberg därför med sin käpp Brandes i ansiktet; denne värjde sig med sin paraply, vilken av den anledningen knäcktes. Folk kom springande, och Schyberg flydde. Dagen efter ursäktade teaterchefen på Schybergs vägnar händelsen. Det skulle den unge mannen inte komma undan med, och Brandes krävde därför upprättelse genom duell med pistol. En morgon möttes de två så i Ermelunden, fyra skott avfyrades, men bägge männen gick oskadda därifrån. Emellertid var duell förbjudet, så bägge dömdes till 14 dagars fängelse. Brandes använde fängelsetiden till att lära sig holländska.

## Författare
Tillsammans med brodern Georg Brandes utgav Edvard Brandes tidskriften Det nittende Aarhundrede: maanedsskrift for literatur og kritik 1874–1877 med syfte att skapa ett forum för det moderna genombrottet och den radikala rörelsen, efter att både press och universitet hade frusit Georg Brandes ute p.g.a. Hovedstrømninger i det 19. Aarhundredes Litteratur, som utkom i sex band mellan 1871 och 1890 och ställde brodern i centrum för den litterära debatten i Norden. Edvard Brandes tid som teaterkritiker skildras i Dansk Skuespilkunst 1880 och Fremmed Skuespilkunst 1881. Några av hans dramer, som är i samma anda som Henrik Ibsens, är Lægemidler 1881, Et Besøg 1882, Et Brud 1885 och Overmagt (1888). Bröderna brevväxlade med flera svenska författare, till exempel Oscar Levertin och August Strindberg. Brandes var en produktiv författare av framför allt skådespel. 1899 utgav han dock romanen Det unge Blod som då den kom väckte förargelse i de mer konservativa kretsarna. De avsnitt som det handlade om är, sett med nutida ögon, tämligen oskyldiga men i det pryda viktorianska samhället i slutet av 1800-talet var beskrivningar av en kvinnas vällust av sex (både med sin man, som hon inte bryr sig om, på bröllopsnatten och senare i ett snedsprång) allt för rakt på sak för att kunna tolereras. I en skrivelse från justitieministeriet nämns det att det specifikt var passagerna på bokens sida 92 och 129 som blev för mycket. Som ett exempel på de förargelseväckande raderna citeras här från s. 92: 
| ”                         | Hendes Bryllupsnat - hun maatte tilstaa det, ikke uden en vis Selvlede - havde ikke været hende ubehagelig. Den stærke Attraa hos hendes Mand havde ikke været hende imod, da han bemægtigede sig hende. Hun havde følt en art Vellyst ved denne Mandsvilje. Selv om hun ikke havde gengældt hans Kærtegn, og ikke havde nydt den samme Lykke som han, saa havde hun behaget sig i at blive Kvinde. Hun var tilfreds med ingen Nysgærrighed mere at skulle nære - hun syntes, hun modnedes - blev helt sig selv, idet hun blev underkastet Menneskers højeste Drift. | „ |
| – Det unge Blod, s. 92-93 | |   |

 Boken blev beslagtagen, men diskussionen om den hade redan säkrat en stor försäljning och den cirkulerade i samtidens läsekrets. Brandes dömdes till böter på 200 kr och 20 dagar i häkte. Edvard Brandes skådespel finns bevarade på Det Kongelige Bibliotek.

## Politiker
Brandes var ledamot i folketinget för Langelands valkrets från 1880–1894. Han var ledamot i landstinget från 1906–1920 och 1920–1927. Dessutom var han finansminister 1909–1910 och 1913–1920. Som politiker hade han svårt att underordna sig partipiskan, och han uppträdde delvis som politisk vilde.
Vid en fest för Bjørnstjerne Bjørnson på hösten 1878 satte Edvard Brandes samman Det Litterære Venstre med den radikala flygeln av Venstre. Intill dess hade Det Litterære Venstre uteslutande varit en kulturell inriktning. Varken Brandes eller den litterära inriktningen hade hittills visat intresse for partipolitik.

### Folketingsman
Hans val till folketinget 1880 väckte stort uppseende. Det var nämligen första gången som en judisk fritänkare blev vald till riksdagen. Motståndarna kallade honom för "nationens och moralens fiende".
Brandes ville gärna nå politiska resultat genom förhandling med regeringspartiet Højre, men detta motsatte sig flertalet i hans parti. 1892–1894 var han partiledare för Folketingets Venstre. I besvikelse över de dåliga resultaten lämnade han politiken 1894.

### Ledamot i landstinget och minister
Han blev åter igen politiker 1906, då de radikala i Köpenhamn valde honom till landstinget. Fram till 1910 var han sitt partis enda medlem i det danska "överhuset". Han fann sig snabbt tillrätta med detta "aristrokratiska" ting. Frikonservativa landstingsmän som greve Mogens Frijs-Frijsenborg och konsul F. Hey blev hans förtroliga. Brandes utvecklades till dansk politiks "grand old man".
Som finansmister hade han ett förtroendefullt samarbete med den moderata politikern Niels Neergaard. Under första världskriget fick Brandes goda förhållande till kung Kristian X stor betydelse - både utrikespolitiskt och inrikepolitiskt.

### Politisk hållning
I sociala och ekonomiska frågor befann Brandes sig på sitt partis högerflygel. Han förhöll sig kyligt till Det Radikale Venstres bildande 1905, och han var kritisk till partiets Odenseprogram.
Edvard Brandes kände sig bunden till Det Forenede Venstre, som hade funnits på 1870-talet. Han var kritisk till de fraktioner, som senare uppstod i Venstre.
Christen Berg hade föreslagit valet av Brandes 1880. Efter avbrottet på Morgenbladet  1883 var Brandes kritisk till den bergska flygeln av partiet. Brandes hade samma motvilja till J.C. Christensens Venstrereformparti.